# Mezőpeterd
Mezőpeterd ist eine ungarische Gemeinde im Kreis Berettyóújfalu im Komitat Hajdú-Bihar.

## Geografische Lage
Mezőpeterd liegt im östlichen Teil Ungarns, ungefähr 15 Kilometer westlich der Grenze zu Rumänien und 
grenzt an folgende Gemeinden:
|                | Váncsod                                     |                |
| Berettyóújfalu | Kompassrose, die auf Nachbargemeinden zeigt | Biharkeresztes |
|                | Told                                        |                |

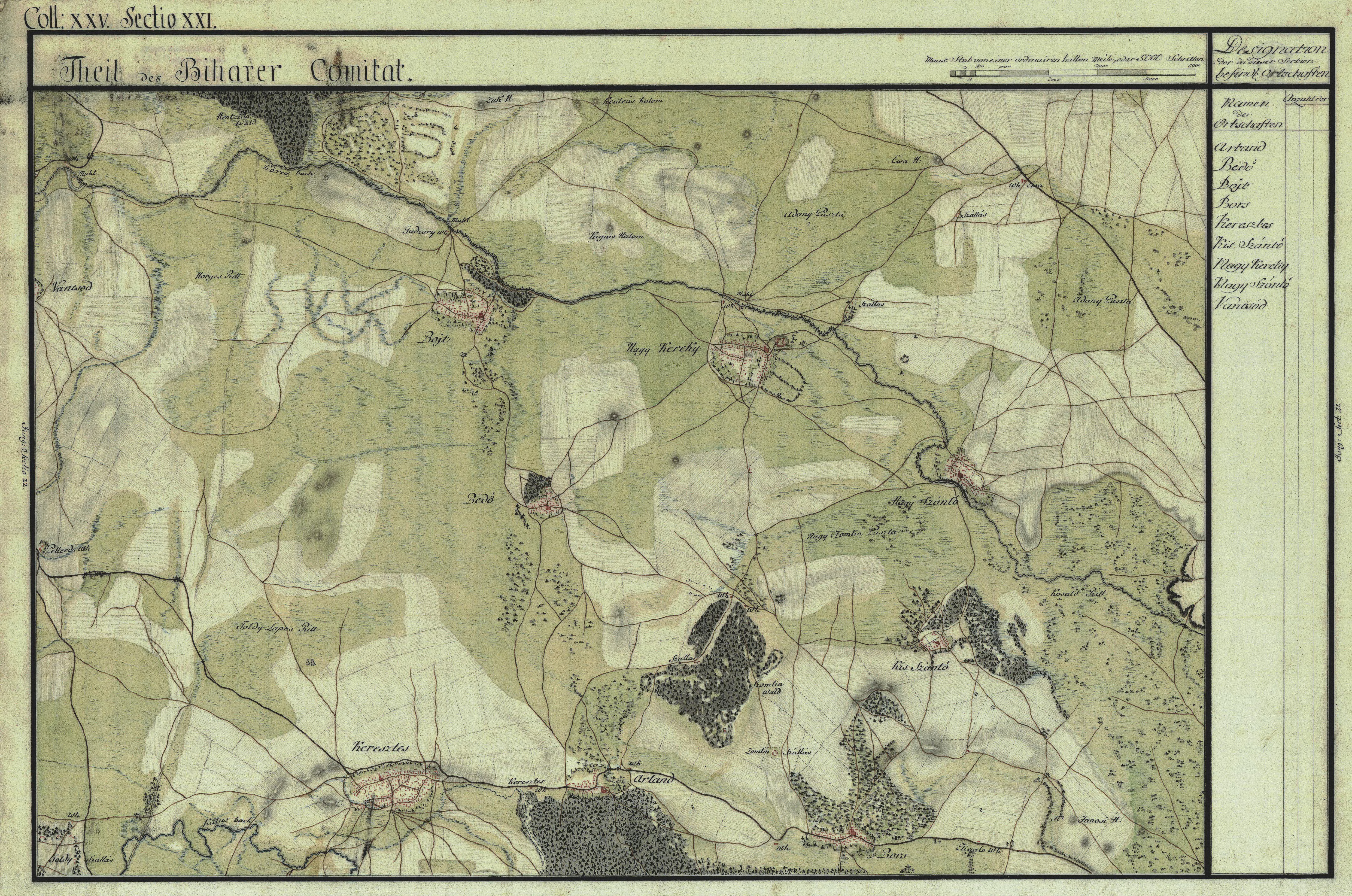
Peterd (rechts Mitte) um 1782 (Aufnahmeblatt der Josephinischen Landesaufnahme)
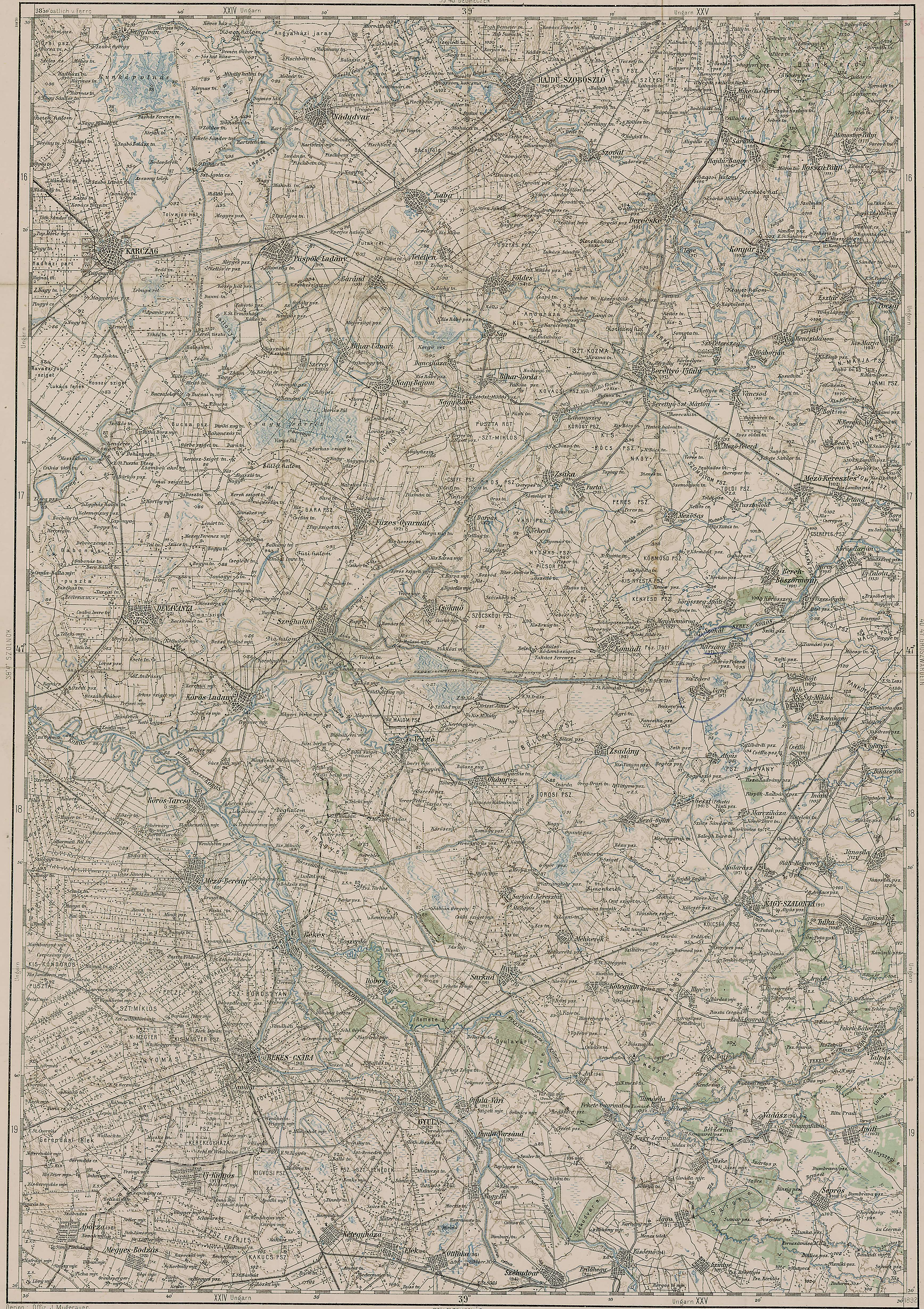
Mező-Peterd (N 47° 10'; O 39° 18') um 1892 (Aufnahmeblatt der Franzisco-Josephinischen Landesaufnahme)

## Geschichte
Die erste schriftliche Erwähnung des Ortes stammt aus dem Jahr 1291. Im Jahr 1907 gab es in der damaligen Kleingemeinde 109 Häuser und 799 Einwohner auf einer Fläche von 3168 Katastraljochen. Sie gehörte zu dieser Zeit zum Bezirk Mezőkeresztes im Komitat Bihar.

## Sehenswürdigkeiten
- Römisch-katholische Kirche Szent Péter és Pál, erbaut 1758 im barocken Stil, in der zweiten Hälfte des 19. Jahrhunderts im romantischen Stil umgebaut und erweitert
- Rumänisch-orthodoxe Kirche Szent Mihály és Gábriel arkangyalok, erbaut im spätbarocken Stil
- Weltkriegsdenkmal

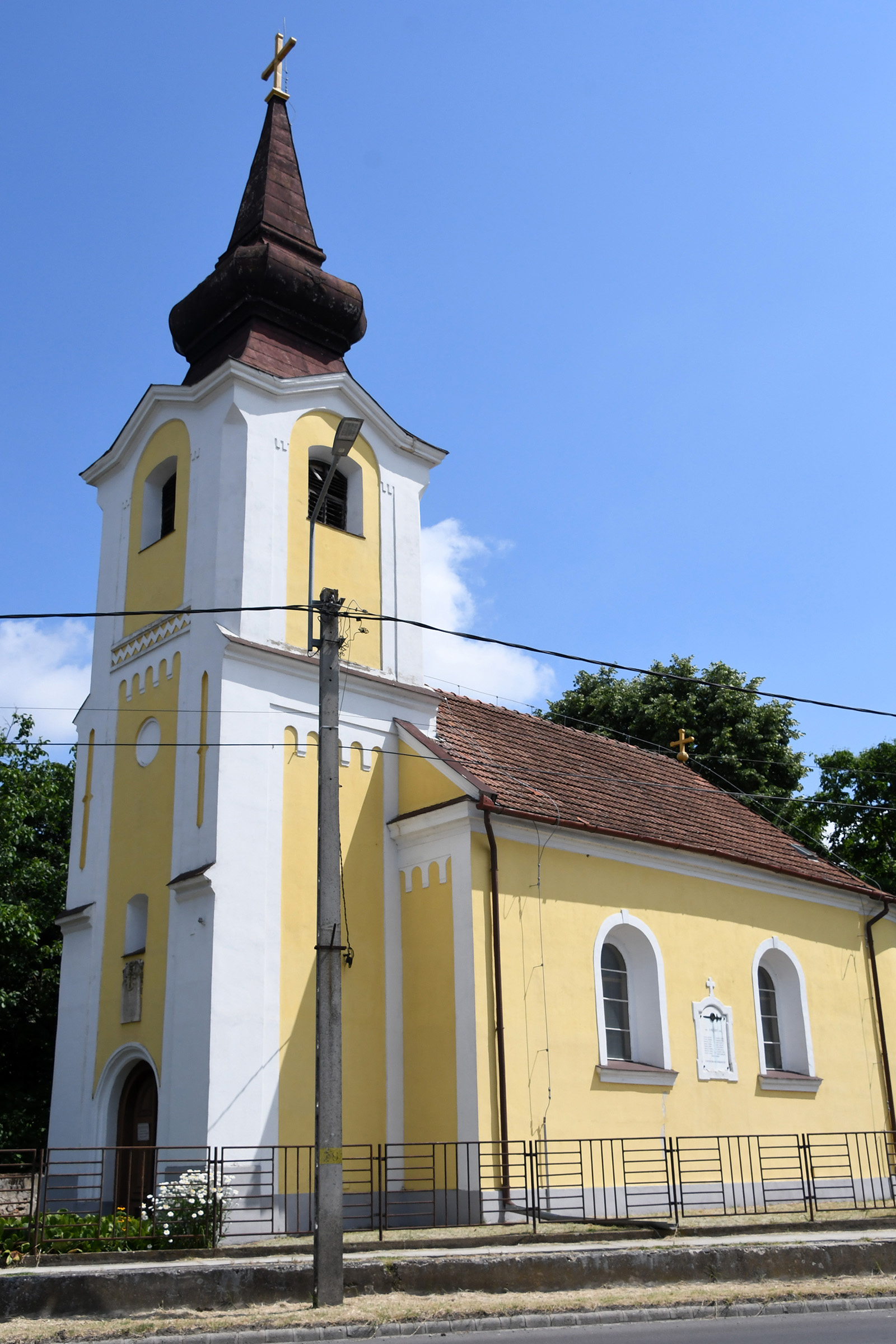
Römisch-katholische Kirche Szent Péter és Pál
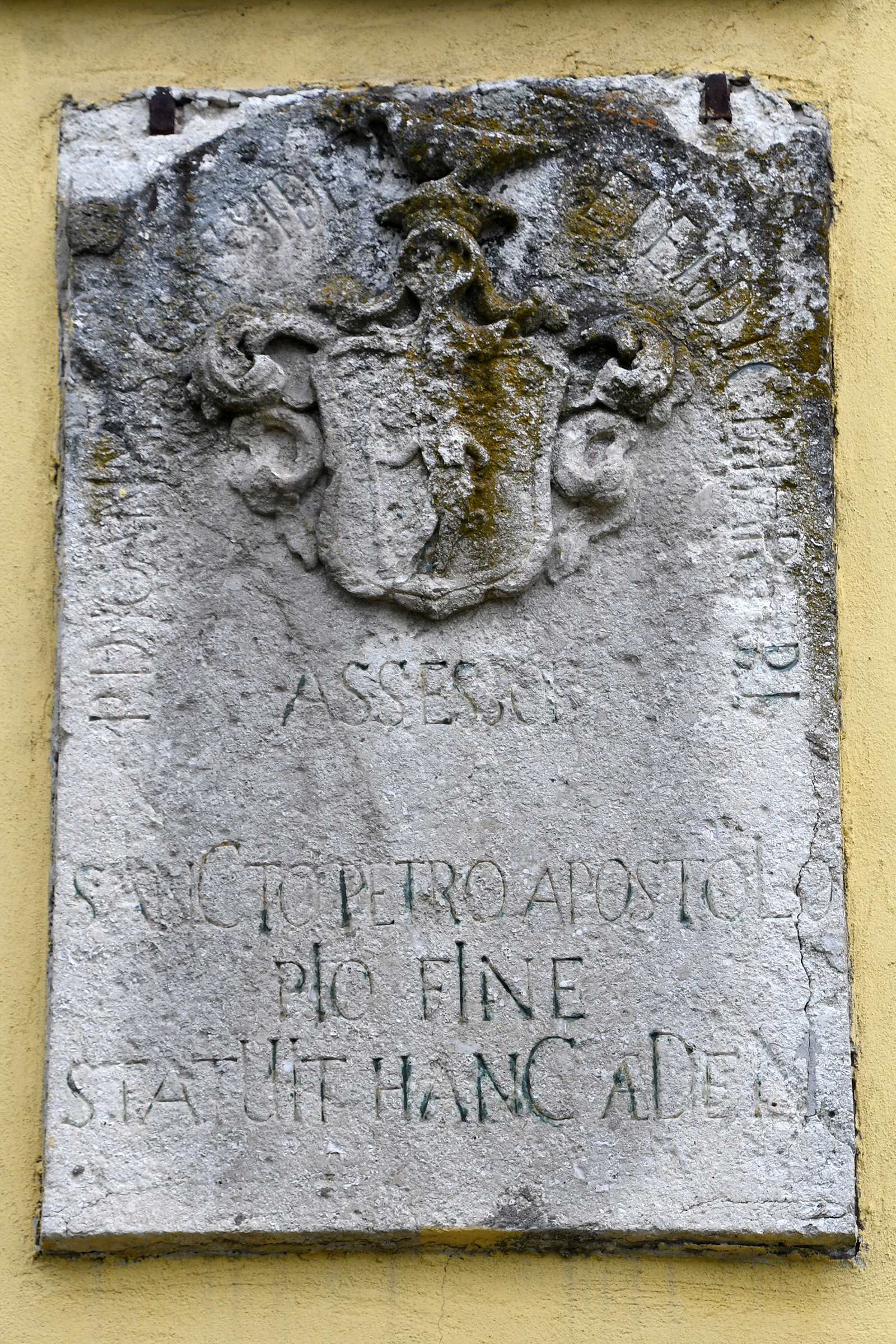
Tafel an der Kirche

## Verkehr
Durch den Ort führt die Hauptstraße Nr. 42, die dort ein Teil der Europastraße 60 und der Europastraße 79 ist. Von dieser zweigt in nördliche Richtung die Landstraße Nr. 4815 in Richtung Váncsod ab. Es bestehen Busverbindungen nach Berettyóújfalu, Váncsod und Biharkeresztes. Zudem ist der Ort angebunden an die Bahnstrecke Püspökladány–Oradea.